# Alegeri pentru Parlamentul European în Belgia, 1979
Alegeri pentru Parlamentul European au avut loc în Belgia, pe 10 iunie 1984. Colegiu electoral olandez aleși 13 Deputați și colegiu electoral francez aleși 11 deputați.

## Colegiul Electoral Olandez
| Partidul / Alianța | Partidul / Alianța                     | Voturi    | %      | +/− | Locuri | +/− |
| ------------------ | -------------------------------------- | --------- | ------ | --- | ------ | --- |
|                    | CVP                                    | 1,607,941 | 48.09% | --  | 7      | --  |
|                    | Partidul Socialist - diferite BSP      | 698,889   | 20.90% | --  | 3      | --  |
|                    | PVV                                    | 512,363   | 15.32% | --  | 2      | --  |
|                    | [Uniunea Populară ['s (Belgia) \| VU]] | 324,540   | 9.71%  | --  | 1      | --  |
|                    | Agalev                                 | 77,986    | 2.33%  | --  | 0      | --  |
|                    | Altele                                 | 121,783   | 3.64%  | --  | 0      | --  |

## Colectivul Electoral Francez
| Partidul / Alianța | Partidul / Alianța | Voturi  | %      | +/− | Locuri | +/− |
| ------------------ | ------------------ | ------- | ------ | --- | ------ | --- |
|                    | PS                 | 575,824 | 27.43% | --  | 4      | --  |
|                    | COPS               | 445,912 | 21.24% | --  | 3      | --  |
|                    | FDF-RW             | 414,603 | 19.75% | --  | 2      | --  |
|                    | PRL                | 372,904 | 17.76% | --  | 2      | --  |
|                    | Ecolo              | 107,833 | 5.14%  | --  | 0      | --  |
|                    | Belgia PCB         | 106,023 | 5.05%  | --  | 0      | --  |
|                    | Altele             | 76,377  | 3.64%  | --  | 0      | --  |